# Musaespora kalbii
Musaespora kalbii är en svampart som beskrevs av Lücking & Sérus. Musaespora kalbii ingår i släktet Musaespora och familjen Monoblastiaceae.   Inga underarter finns listade i Catalogue of Life.